# Dactylopusioides macrolabris
Dactylopusioides macrolabris är en kräftdjursart som först beskrevs av Claus.  Dactylopusioides macrolabris ingår i släktet Dactylopusioides och familjen Thalestridae. Inga underarter finns listade i Catalogue of Life.